# Brintesia circe

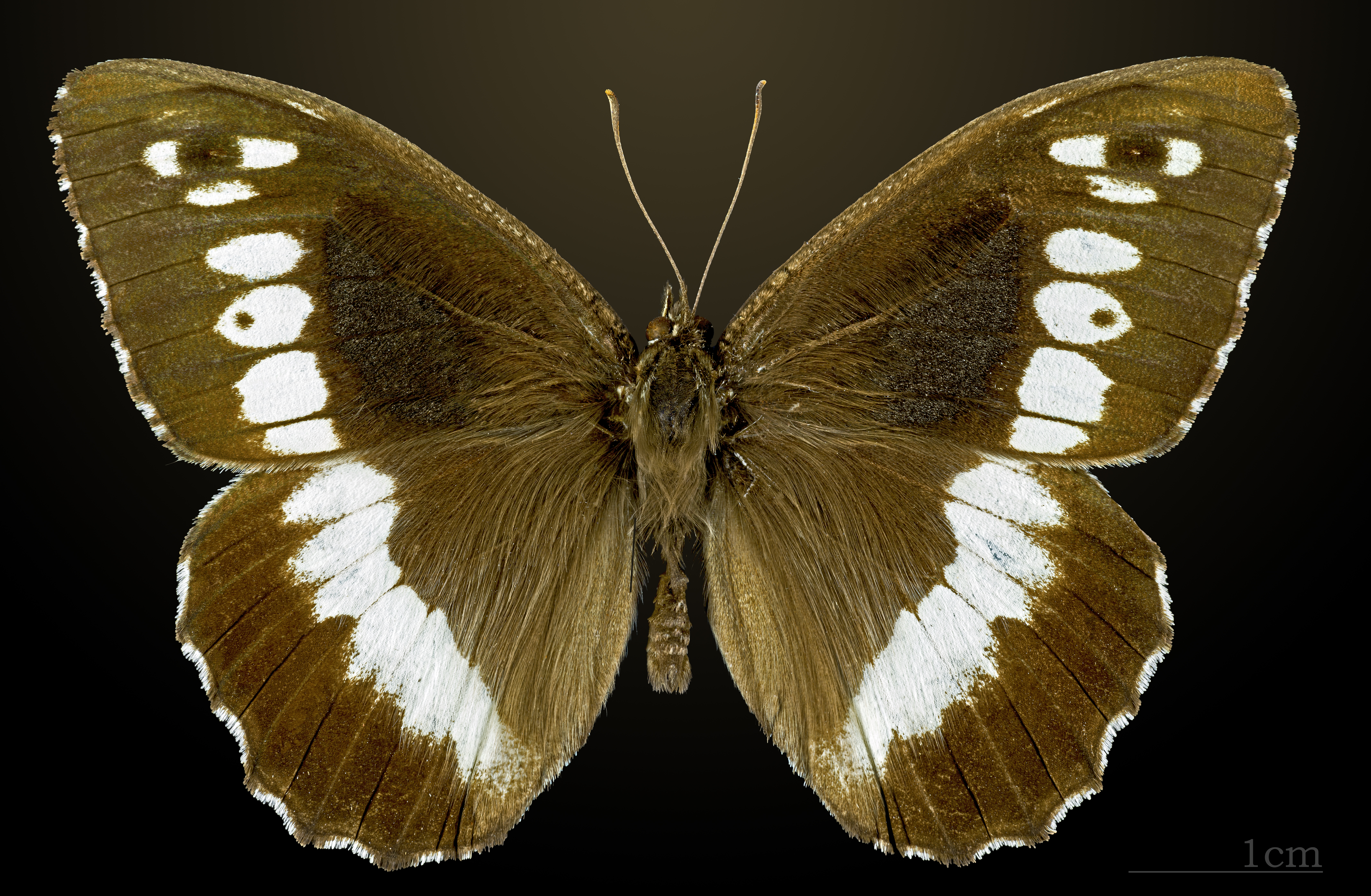
♂
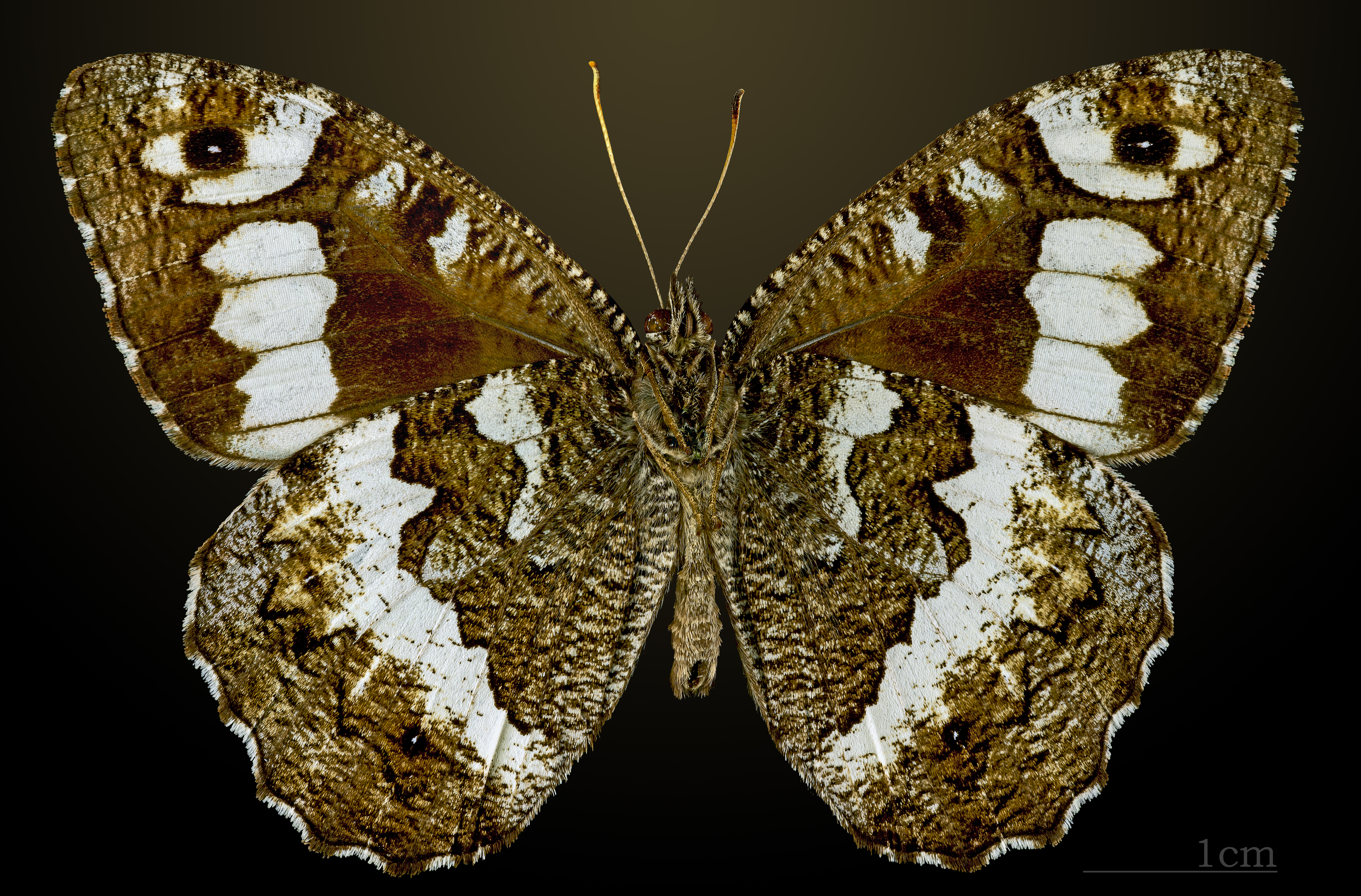
♂ △
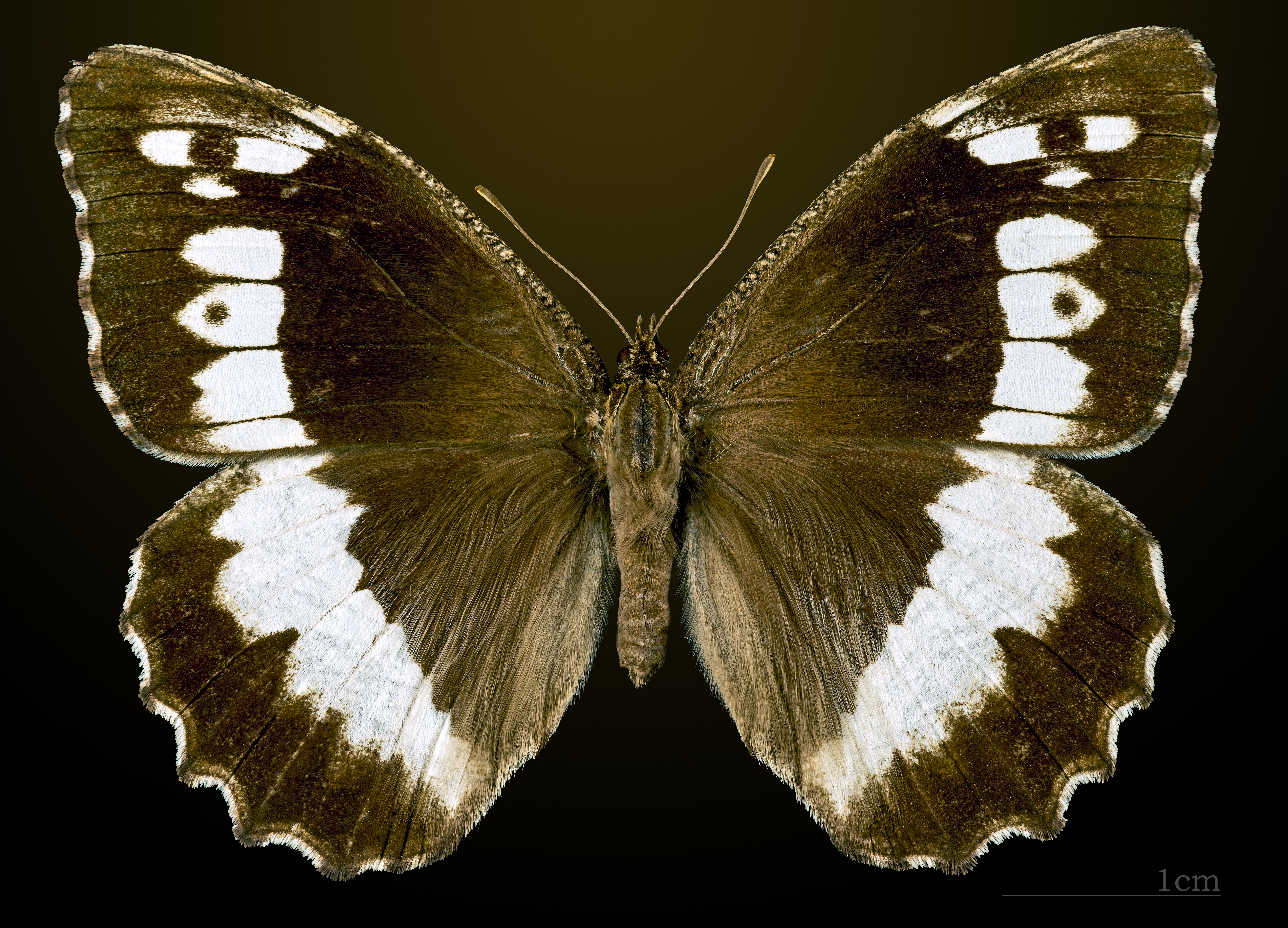
♀
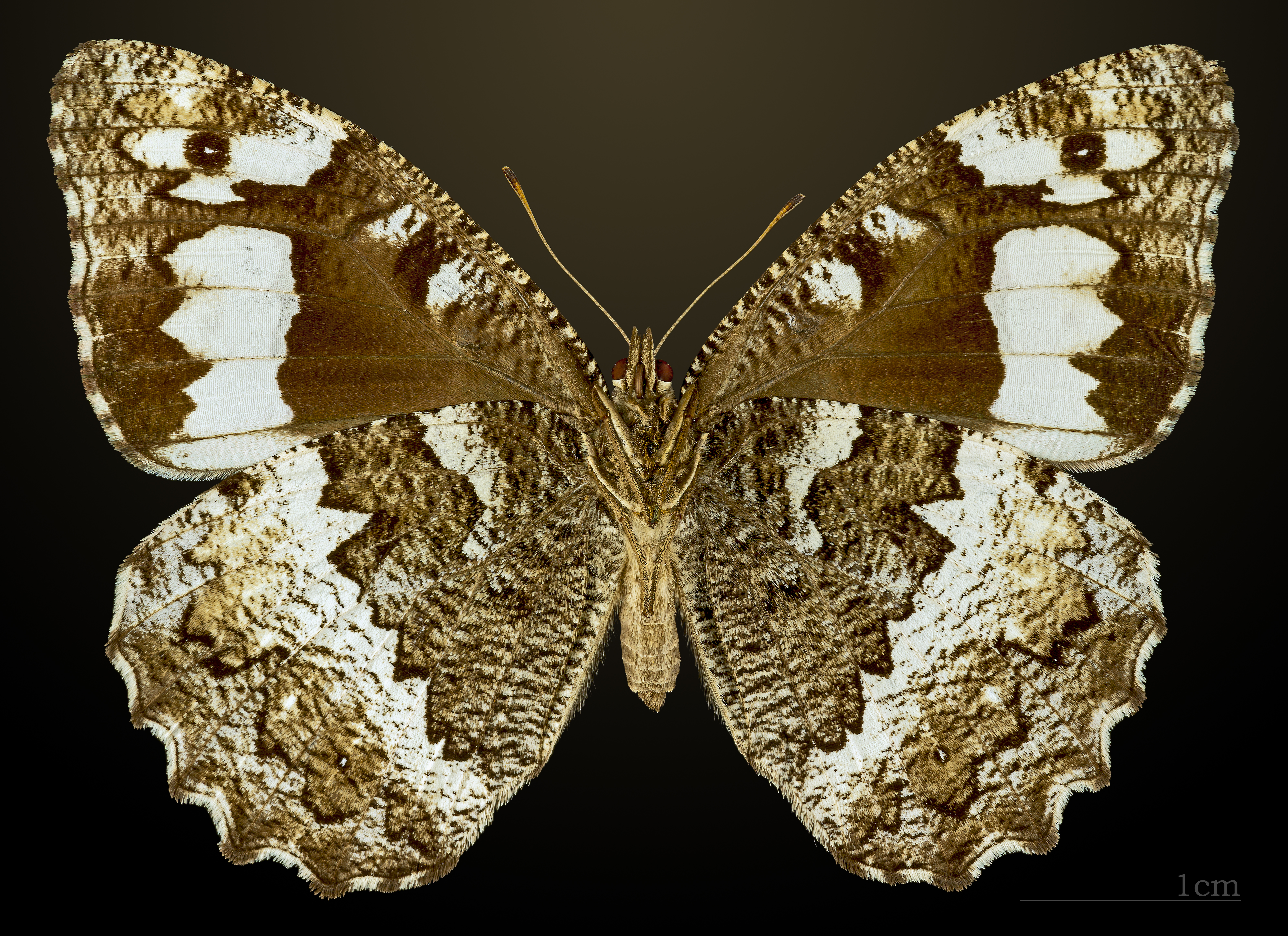
♀ △

Brintesia circe là một loài bướm thuộc họ Nymphalidae. Loài này được tìm thấy ở Trung Âu, Nam Âu, Anatolia và Kavkaz.
Sải cánh dài 68–82 mm. The butterflies fly làm một đợt từ tháng 6 đến tháng 9.
Ấu trùng ăn nhiều loại cỏ.

## Hình ảnh

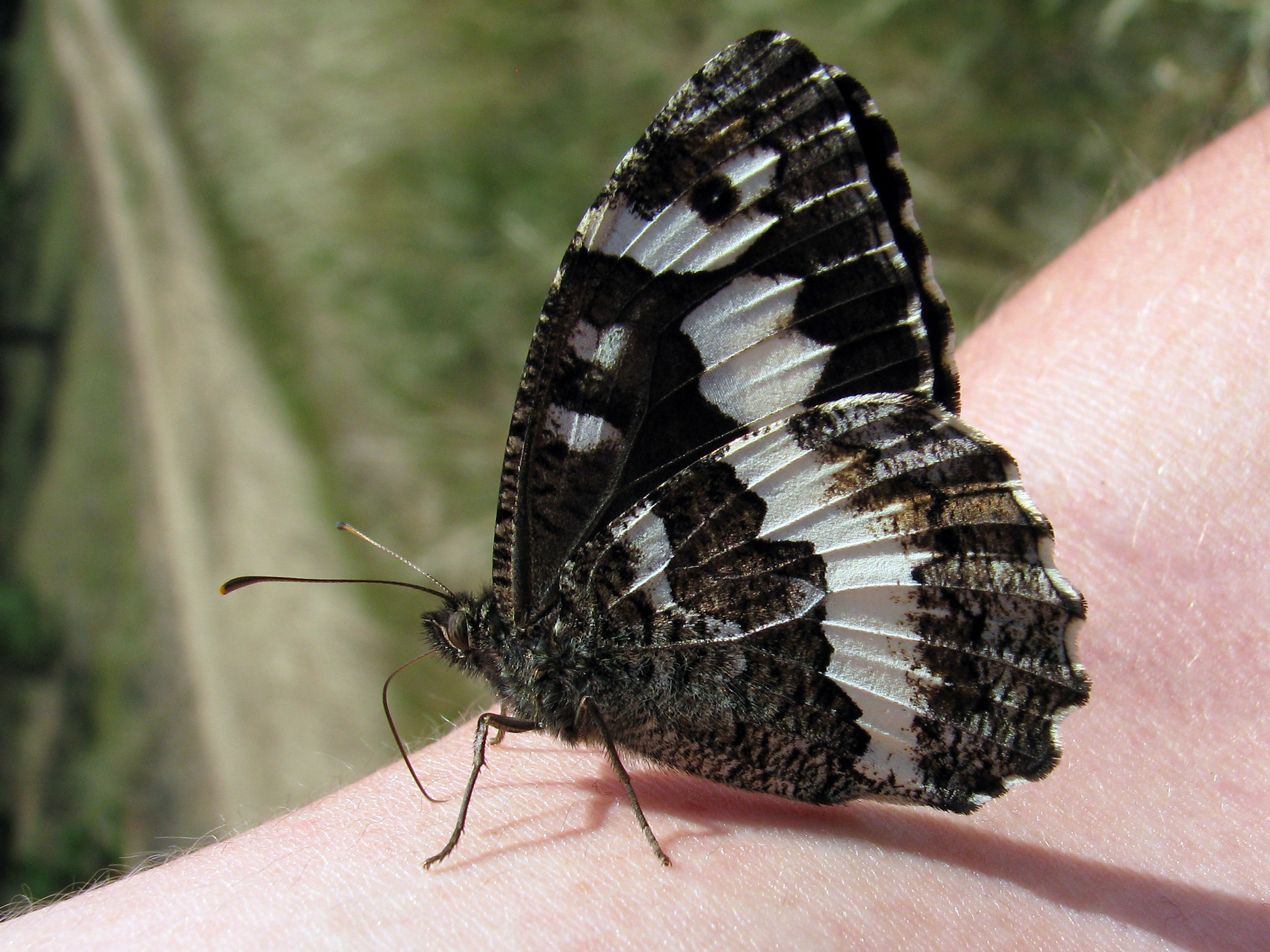
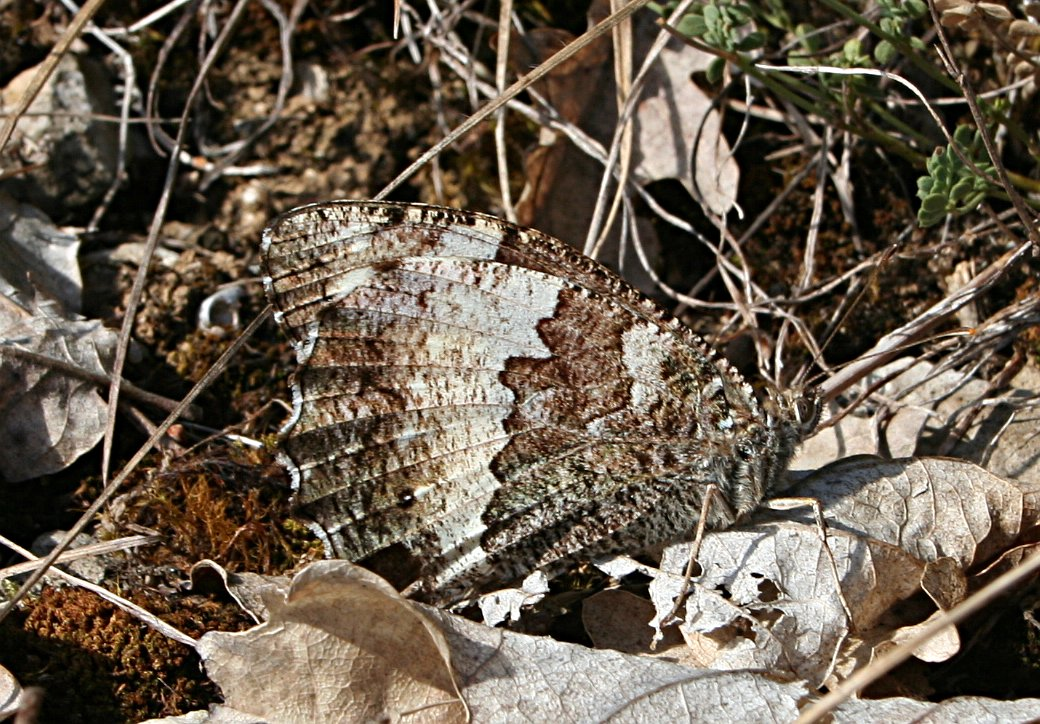
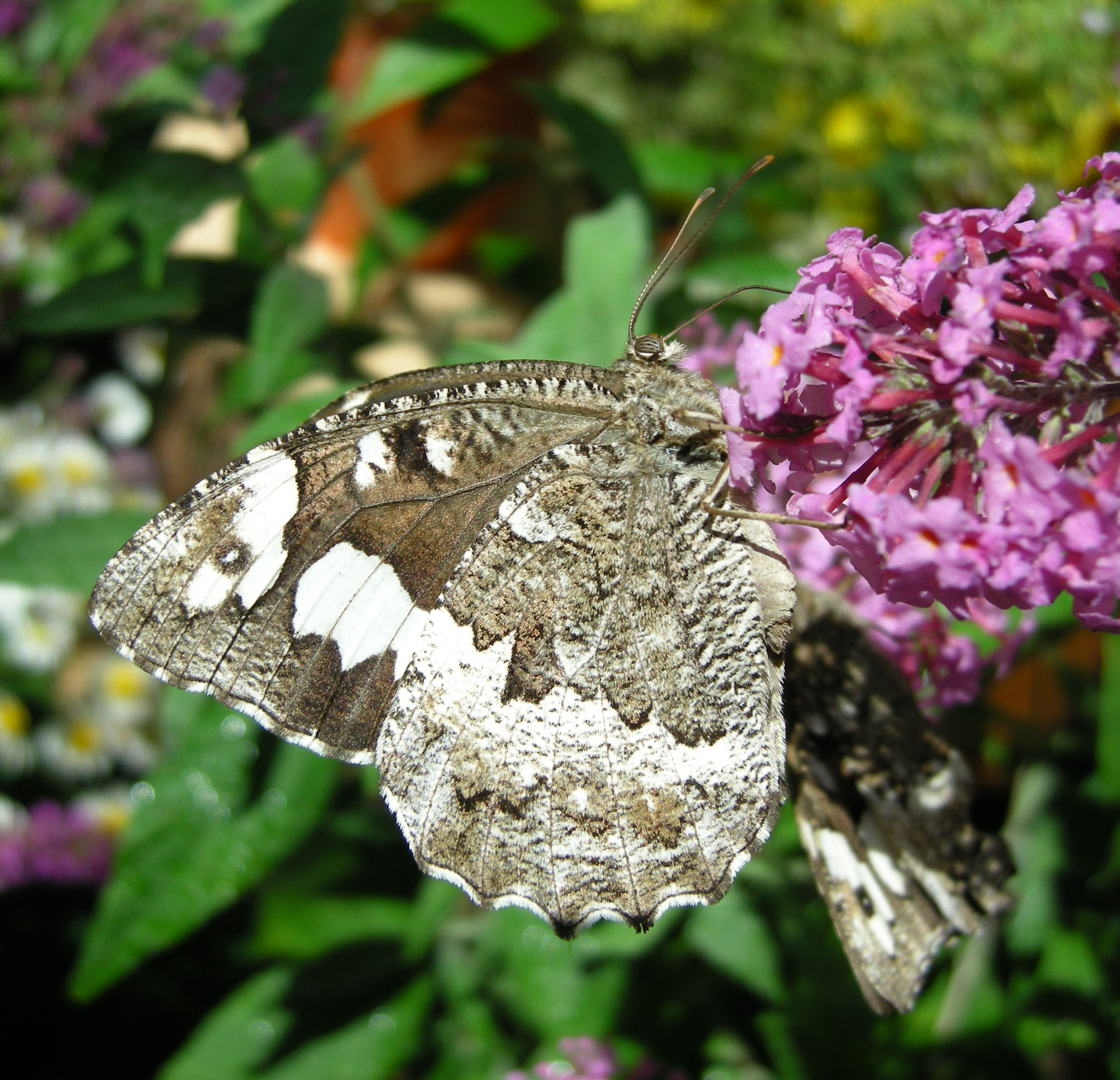